# Charles Trenet
Charles Trenet, rodným jménem Louis Charles Augustin Georges Trenet (18. května 1913, Narbonne – 19. února 2001, Créteil)  byl francouzský zpěvák a hudební skladatel, jehož popularita ve Francii kulminovala ve 30. - 50. letech 20. století. K jeho nejslavnějším písním patří: Boum!, La Mer, Y'a d'la joie, Que reste-t-il de nos amours?, Ménilmontant či Douce France. Většinu jeho hitů lze přiřadit k žánru swing. Mimo francouzský kulturní okruh je jeho nejznámější písní La Mer, která má dvě anglické coververze, Bobbyho Darina v 60. letech a George Bensona v 80. letech. Byla mnohokrát užita také jako filmová hudba: v Bertolucciho snímku The Dreamers (2003), ve filmu Prázdniny pana Beana (2007), v Tinker, Tailor, Soldier, Spy (1974), Le scaphandre et le papillon (2007) aj. Zní také na konci 460. epizody seriálu Simpsonovi (The Squirt and the Whale) z roku 2010.